# Chính sách thị thực của Brasil
Du khách tới Brasil phải xin thị thực từ một trong những phái bộ ngoại giao của Brasil trừ khi họ đến từ một trong những quốc gia được miễn thị thực.

## Bản đồ chính sách thị thực

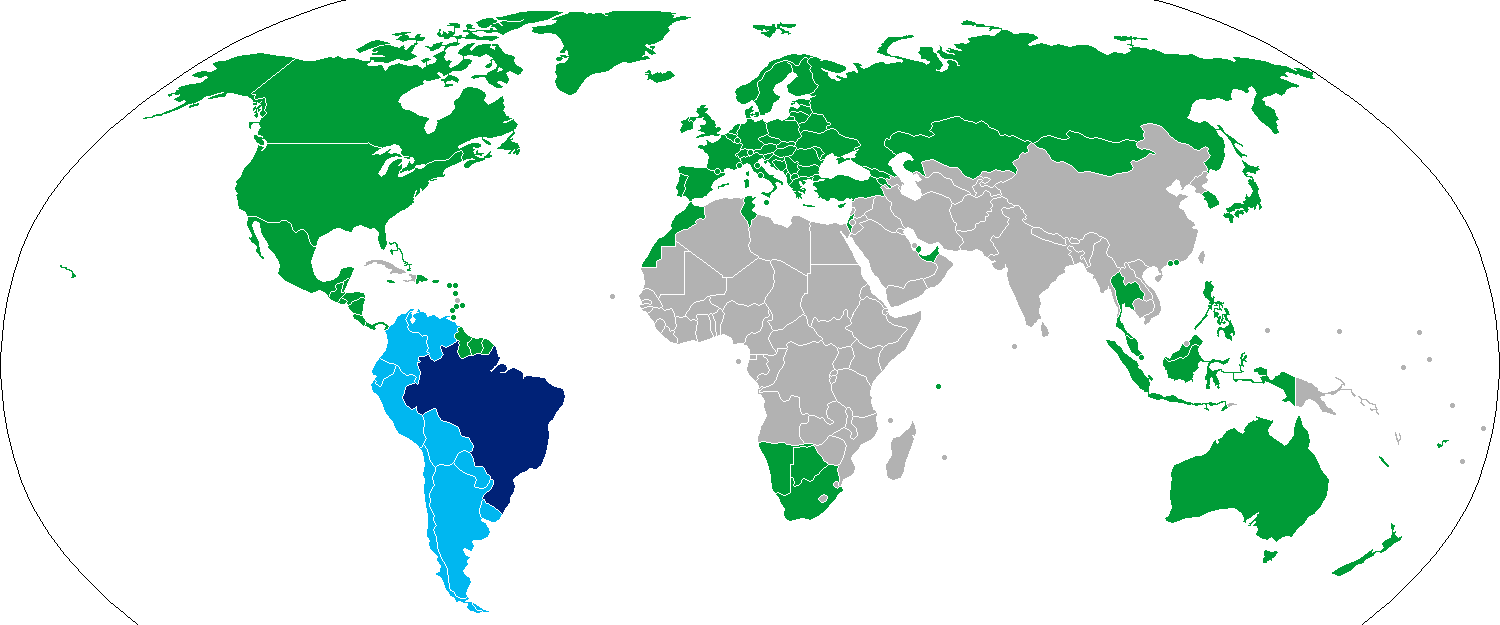
Chính sách thị thực của Brasil
Brasil
Có thể nhập cảnh bằng thẻ căng cước
Miễn thị thực đối với mục đích du lịch và công tác
Chỉ miễn thị thực với khách du lịch
Có thể xin thị thực điện tử
Phải tự đi xin thị thực từ trước

## Miễn thị thực
Người sở hữu hộ chiếu của 93 quốc gia và vùng lãnh thổ sau được miễn thị thực đến Brasil lên đến 90 ngày với mục đích du lịch hoặc công tác (trừ khi có chú thích). Trong một số trường hợp có thể dùng thẻ căn cước thay cho thị thực.
| - Tất cả công dân Liên minh Châu Âu4 \| - Albania3 - AndorraT - Antigua và Barbuda - ArgentinaID - Armenia - BahamasT - BarbadosT - Belarus - Belize - BoliviaID - Bosna và Hercegovina - ChileID - ColombiaID - Costa Rica - Dominica3 - EcuadorID - El Salvador - Fiji5 - Gruzia3 - Grenada - GuatemalaT - Guyana \| - Honduras - Hồng Kông - Iceland - Israel - Jamaica - Kazakhstan1 - LiechtensteinT - Macao - Macedonia3 - MalaysiaT - Mexico - Monaco - Mông Cổ - Montenegro3 - Maroc - NamibiaT - New Zealand - Nicaragua3 - Na Uy - PanamaT - ParaguayID - PeruID \| - Philippines - Bản mẫu:Country data Nga - Saint Kitts và Nevis - Saint Vincent và Grenadines - San Marino - Serbia - Seychelles3 - Singapore1 - Nam Phi - Hàn Quốc - Dòng Chiến sĩ Toàn quyền Malta - Suriname - Thụy Sĩ3 - Thái Lan - Trinidad và Tobago - Tunisia - Thổ Nhĩ Kỳ - Ukraina3 - UruguayID - Thành Vatican - VenezuelaID 2 \| \| | | |  |
| - Albania3 - AndorraT - Antigua và Barbuda - ArgentinaID - Armenia - BahamasT - BarbadosT - Belarus - Belize - BoliviaID - Bosna và Hercegovina - ChileID - ColombiaID - Costa Rica - Dominica3 - EcuadorID - El Salvador - Fiji5 - Gruzia3 - Grenada - GuatemalaT - Guyana | - Honduras - Hồng Kông - Iceland - Israel - Jamaica - Kazakhstan1 - LiechtensteinT - Macao - Macedonia3 - MalaysiaT - Mexico - Monaco - Mông Cổ - Montenegro3 - Maroc - NamibiaT - New Zealand - Nicaragua3 - Na Uy - PanamaT - ParaguayID - PeruID | - Philippines - Bản mẫu:Country data Nga - Saint Kitts và Nevis - Saint Vincent và Grenadines - San Marino - Serbia - Seychelles3 - Singapore1 - Nam Phi - Hàn Quốc - Dòng Chiến sĩ Toàn quyền Malta - Suriname - Thụy Sĩ3 - Thái Lan - Trinidad và Tobago - Tunisia - Thổ Nhĩ Kỳ - Ukraina3 - UruguayID - Thành Vatican - VenezuelaID 2 |  |

ID - Có thể nhập cảnh bằng thẻ căn cước.

T - Chỉ miễn thị thực với mục đích du lịch.

1 - Ở lại tối đa 30 ngày.

2 - Ở lại tối đa 60 ngày.

3 - Ở lại tối đa 90 ngày trong mỗi chu kỳ 180 ngày.

4 - Đối với công dân Croatia, Ireland và Anh Quốc, ở lại tối đa 90 ngày. Đối với các công dân Liên minh Châu Âu khác, ở lại tối đa 3 tháng trong mỗi chu kỳ 6 tháng.

5 - Ở lại lên đến 90 ngày nếu đi du lịch và 14 ngày nếu đi công tác, có thể gia hạn lên đến 90 đối với đi công tác trong mỗi 12 tháng.
Công dân của Tây Ban Nha được biệt được yêu cầu có bằng chứng tài chính đủ 170 R$ mỗi ngày, chứng nhận đặt khách sạn (đã trả hoặc đảm bảo bằng thẻ tín dụng) hoặc một bản thư mời được chứng nhận từ một cư dân của Brasil, và những giấy tờ cần thiết cho điểm đến tiếp theo sau khi rời Brasil. Những người đi công tác được miễn những yêu cầu này khi có thư gốc từ công ty của họ, chỉ rõ mục đích chuyến đi.
Công dân Brasil phải nhập và xuất cảnh Brasil với hộ chiếu Brasil hoặc thẻ căn cước Brasil, kể cả nếu họ sở hữu hộ chiếu của một quốc gia khác.

## Thị thực điện tử
Công dân của 4 quốc gia sau được xin thị thực điện tử để ở lại tối đa 90 ngày một năm, với mục đích du lịch hoặc công tác:
| - Canada - Hoa Kỳ - Nhật Bản - Úc |

## Hộ chiếu ngoại giao và công vụ

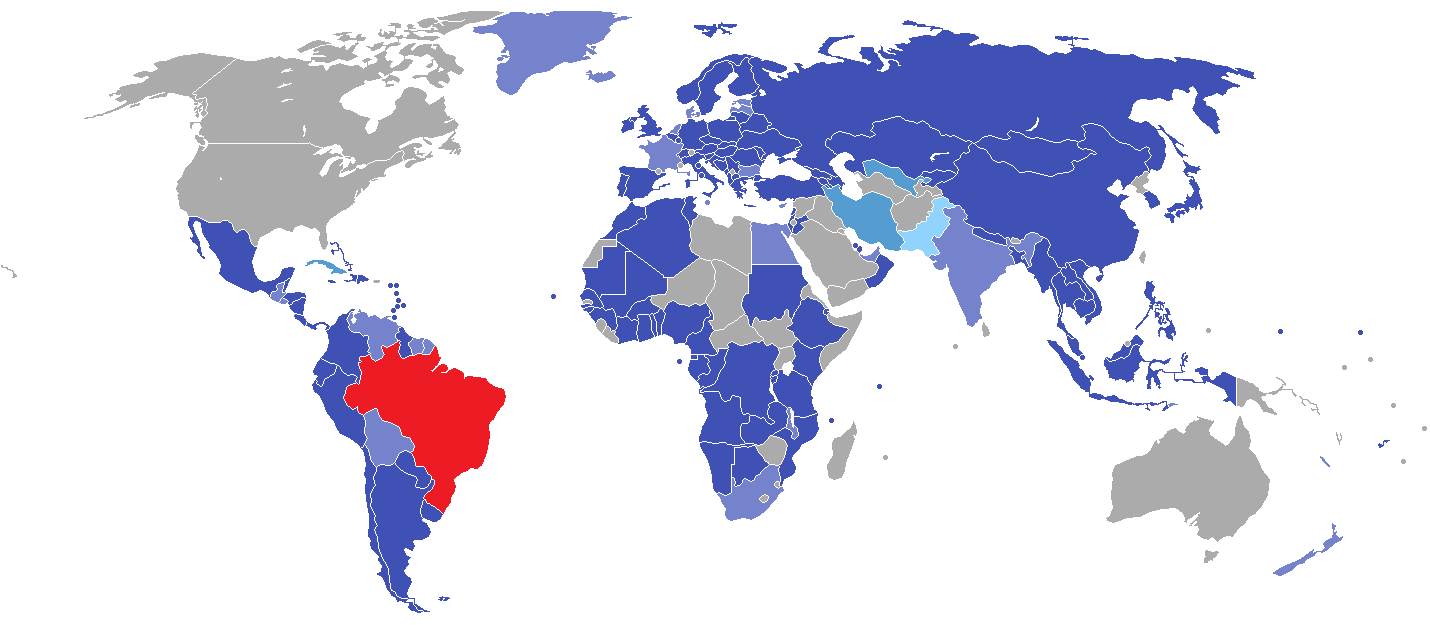
Brasil
Miễn thị thực đối với hộ chiếu ngoại giao và công vụ
Miễn thị thực đối với hộ chiếu ngoại giao

Người sở hữu hộ chiếu ngoại giao hoặc công vụ của các quốc gia được miễn thị thực kể trên cũng được miễn thị thực du lịch, trừ khi họ là công dân Andorra, Liechtenstein, Monaco, New Zealand và Singapore.
Ngoài ra, người sở hữu hộ chiếu ngoại giao hoặc công vụ của Algérie, Angola, Azerbaijan, Bénin, Botswana, Burkina Faso, Burundi, Campuchia, Cameroon, Cabo Verde, Trung Quốc, Congo, Cộng hòa Dominica, Ai Cập, Guinea Xích Đạo, Ethiopia, Gabon, Ghana, Guinea-Bissau, Haiti, Ấn Độ, Indonesia, Bờ Biển Ngà, Nhật Bản, Jordan, Kenya, Kyrgyzstan, Lào, Liban, Malawi, Mali, Mauritanie, Moldova, Mozambique, Myanmar, Nepal, Nigeria, Oman, Qatar, Saint Lucia, São Tomé và Príncipe, Senegal, Sri Lanka, Sudan, Tanzania, Các Tiểu vương quốc Ả Rập Thống nhất, Việt Nam và Zambia và hộ chiếu ngoại giao của Cuba, Iran, Pakistan và Uzbekistan được miễn thị thực.

## Thống kê du khách
Hầu hết du khách đến Brasil với mục đích du lịch đều đến từ các quốc gia sau:
| Quốc gia   | 2016      | 2015      | 2014      | 2013      |
| ---------- | --------- | --------- | --------- | --------- |
| Argentina  | 2.294.900 | 2.079.823 | 1.743.931 | 1.711.491 |
| Hoa Kỳ     | 570.350   | 575.796   | 656.801   | 592.827   |
| Paraguay   | 316.714   | 301.831   | 293.841   | 268.932   |
| Chile      | 311.813   | 306.331   | 336.950   | 268.203   |
| Uruguay    | 284.113   | 267.321   | 223.508   | 262.512   |
| Pháp       | 263.774   | 261.075   | 282.375   | 224.078   |
| Đức        | 221.513   | 224.549   | 265.498   | 236.505   |
| Anh Quốc   | 202.671   | 189.269   | 217.003   | 169.732   |
| Ý          | 181.493   | 202.015   | 228.734   | 233.243   |
| Bồ Đào Nha | 149.968   | 162.305   | 170.066   | 168.250   |
| Tổng       | 6.578.074 | 6.305.838 | 6.429.852 | 5.813.342 |